# Szélsőség (film)
A Szélsőség (eredeti cím: Polar) 2019-es neo-noir akció-thriller, melyet Jonas Åkerlund rendezett és Jayson Rothwell írt, Víctor Santos 2013-as Polar: Came From the Cold című képregénye alapján. A főszerepben Mads Mikkelsen, Vanessa Hudgens, Katheryn Winnick és Matt Lucas látható.
A film 2019. január 25-én jelent meg világszerte a Netflixen. Általánosságban negatív véleményeket kapott a kritikusoktól.

## Cselekmény
Egy visszavonult bérgyilkos célponttá válik a munkaadója által, aki az idősödő alkalmazottak nyugdíjából akar pénzt szerezni.

## Szereplők
- Mads Mikkelsen: Duncan Vizla
- Vanessa Hudgens: Camille
- Katheryn Winnick: Vivian
- Matt Lucas: Blut
- Josh Cruddas: Alexei[2]
- Ruby O. Fee: Sindy[2]
- Anthony Grant: Facundo[2]
- Robert Maillet: Karl
- Fei Ren as Hilde[2]
- Jill Frappier: Doris
- Inga Cadranel: Regina
- Pedro Miguel Arce: Pedro
- Johnny Knoxville: Michael Green
- Richard Dreyfuss: Porter
- Ayisha Issa: Jazmin
- Lovina Yavari: Junkie Jane

## Filmkészítés
A filmet először 2014 októberében jelentették be, mint Dark Horse Comics Polar című regényének élőszereplős adaptációja, amelyet a Dark Horse Entertainment és a Constantin Film fejlesztett. A film forgatókönyvét Jayson Rothwell írta. 2017 októberében Mads Mikkelsen leszerződött a film főszerepére. 2018 februárjában Vanessa Hudgens, Katheryn Winnick és Matt Lucas is csatlakozott a stábhoz, a film forgalmazója a Netflix lett.
A forgatás 2018. február elején kezdődött a kanadai Ontario állambeli Orono városában, majd február 23. körül folytatódott az Ontario állambeli Torontóban, az ismert svéd rendező, Jonas Åkerlund vezetésével. A különböző forgatási helyszínek között szerepelt a film zenéjét szerző Deadmau5 lakóhelye is.
2018 szeptemberében Deadmau5 zenész bejelentette, hogy ő készíti a film eredeti zenéjét.
A Netflix 2019. január 25-én kezdte meg a film streamelését, Deadmau5 pedig ugyanazon a napon adta ki a filmzenét.

## Fordítás
- Ez a szócikk részben vagy egészben  a   Polar (film) című angol Wikipédia-szócikk fordításán alapul.  Az eredeti cikk szerkesztőit annak laptörténete sorolja fel. Ez a jelzés csupán a megfogalmazás eredetét és a szerzői jogokat jelzi, nem szolgál a cikkben szereplő információk forrásmegjelöléseként.